# フェリックス・ポルテイロ

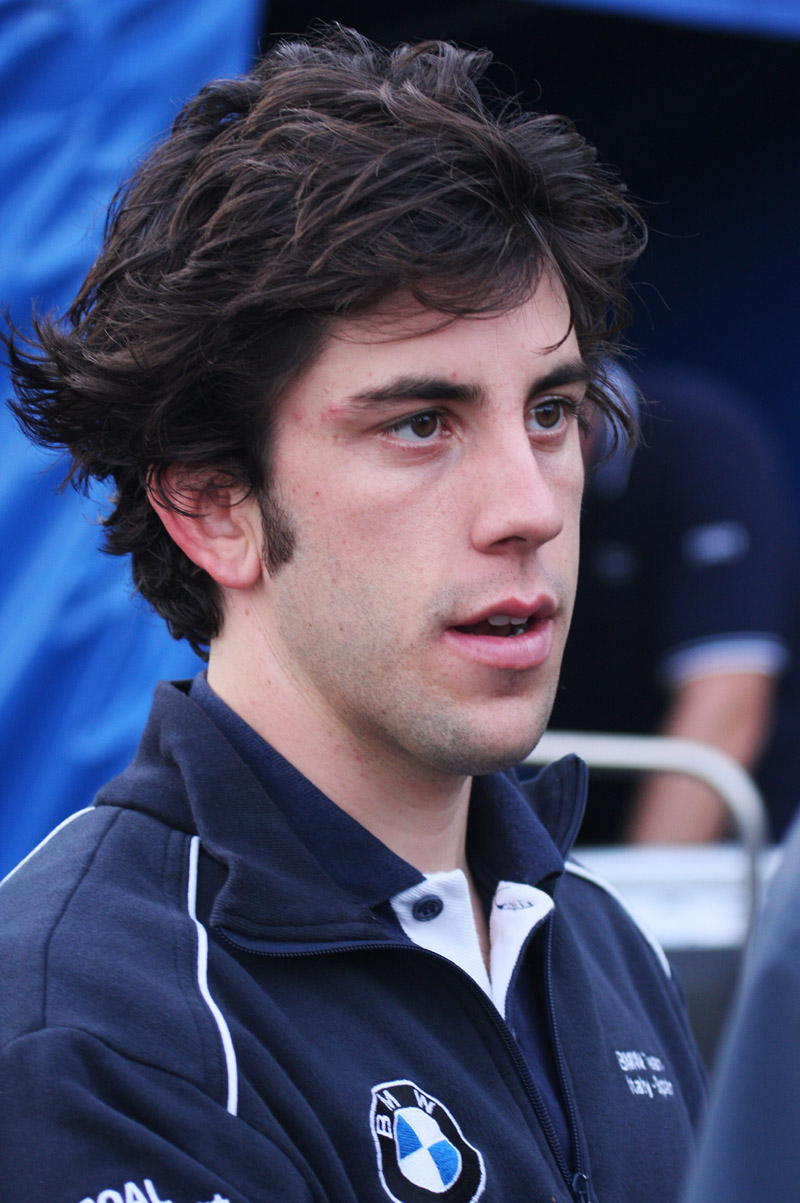
フェリックス・ポルテイロ

フェリックス・ポルテイロ・ペレス（Félix Porteiro Pérez, 1983年8月26日 - ）は、スペイン出身のカーレースドライバーである。

## 経歴
バレンシア州カステリョン県カステリョン・デ・ラ・プラナ出身。
2000年にスペインのカート国内選手権でチャンピオンを獲った後、翌年はカート・ヨーロッパ選手権でランキング2位となるなど活躍。

### フォーミュラ
2001年にカートと並行してスペインF3選手権に参戦し、翌年からはフォーミュラ・ニッサン（ワールドシリーズ・バイ・ニッサン）に参戦。同カテゴリにはフォーミュラ・ルノー3.5となった2005年まで留まり、この年には4年間で自己最高位となるランキング5位を記録した。
2006年にエイドリアン・カンポスのチームであるカンポスレーシングに移りGP2に転向するが、さしたる結果を挙げずに終わる。

### ツーリングカー
世界ツーリングカー選手権（WTCC）への参戦を開始。スペイン人ドライバーのマルセル・コスタに代わってBMWチーム・イタリア/スペインに加入し、アレッサンドロ・ザナルディのチームメイトを務める。